# 은하상
은하상(중국어: 银河奖, 병음: Yínhé Jiǎng)은 중화인민공화국의 SF 문학상이다. 1985년에 잡지 《즈후이슈》(智慧树)와 《커환스제》(科幻世界)의 전신인 《커쉐원이》(科学文艺)가 조직하여 중국SF은하상(中国科幻银河奖)으로 1986년부터 수여되었으며, 2007년부터 현재의 이름으로 수여되고 있다.